# Töva
Töva är en småort i Selångers socken i Sundsvalls kommun, Västernorrlands län.